# Archibracon dubius
Archibracon dubius är en stekelart som först beskrevs av Charles Thomas Bingham 1902.  Archibracon dubius ingår i släktet Archibracon och familjen bracksteklar. Inga underarter finns listade.